# Tanjung Medang (Rupat Utara)
Tanjung Medang is een bestuurslaag in het regentschap Bengkalis van de provincie Riau, Indonesië. Tanjung Medang telt 2437 inwoners (volkstelling 2010).